# آبشار ایگل (کنتاکی)
آبشار ایگل (کنتاکی) (به انگلیسی: Eagle Falls) آبشاری است که در کنتاکی، ایالات متحده آمریکا واقع شده و ارتفاع کلی ریزشگاه آن ۴۴ پا (۱۳ متر) است.